# Emanuel Vlček

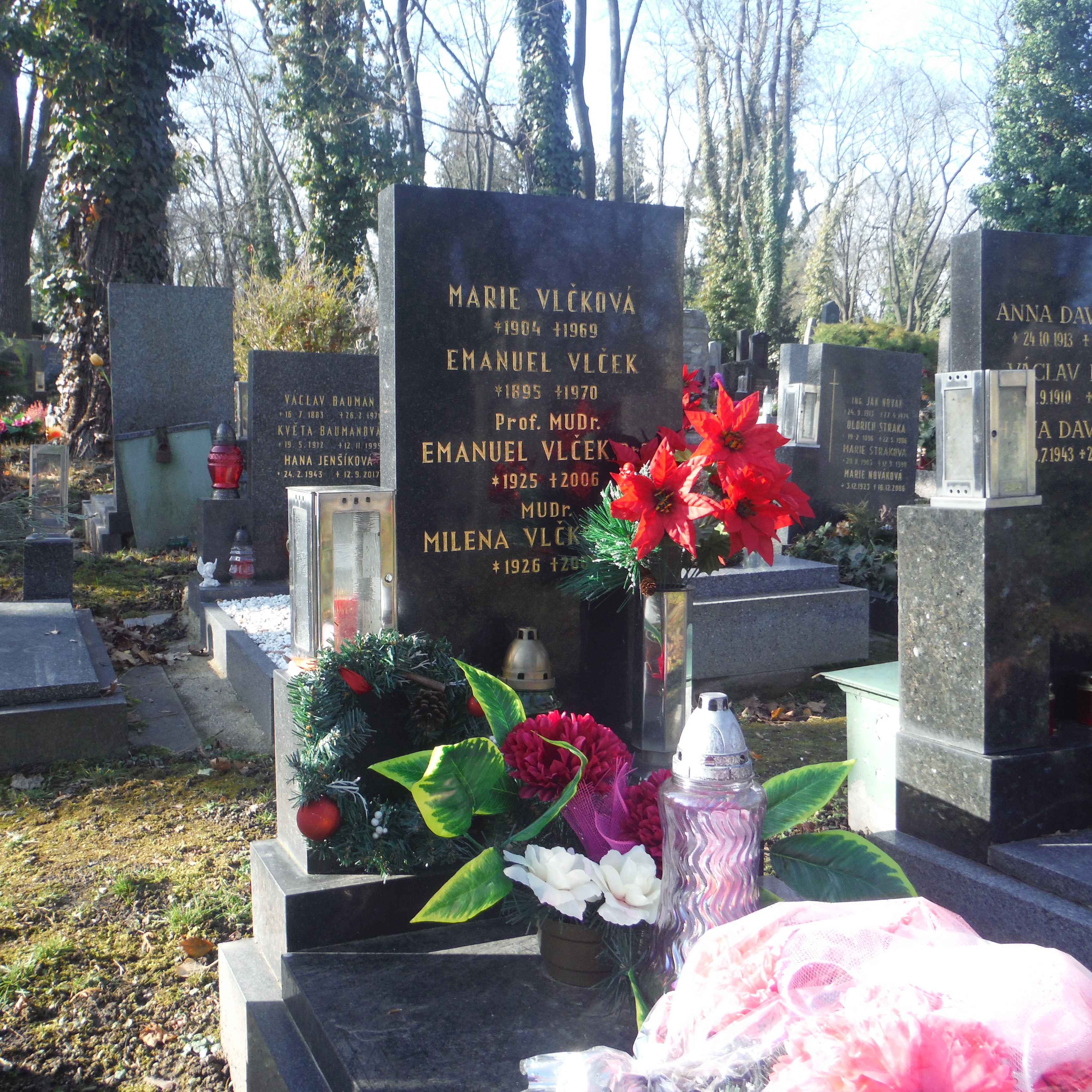
Hrob Emanuela Vlčka na Malvazinském hřbitově

Emanuel Vlček (1. března 1925, Rožmitál pod Třemšínem – 24. října 2006, Praha) byl český paleoantropolog, lékař a profesor Anatomického ústavu 1. lékařské fakulty Univerzity Karlovy. V roce 2018 mu městská část Praha 5 udělila čestné občanství in memoriam.

## Antropolog a lékař
Po absolvování smíchovského Vančurova reálného gymnázia vystudoval v letech 1945–1951 zároveň lékařskou a přírodovědeckou fakultu (zde antropologii) Univerzity Karlovy v Praze. Během studií pracoval v Ústavu soudního lékařství jako demonstrátor a pomocná vědecká síla. Jako mladý student byl též zapisovatelem profesorů Františka Hájka a Jaromíra Tesaře u pitvy ministra Jana Masaryka v březnu 1948.V letech 1951–1957 pracoval ve Státním archeologickém ústavu v Nitře, poté do roku 1967 v Archeologickém ústavu v Praze. Od roku 1967 byla jeho vědecká kariéra spojena s Národním muzeem v Praze, kde v roce 1967 založil antropologické oddělení. V letech 1952–1974 přednášel antropologii na Univerzitě J. A. Komenského v Bratislavě a paleontologii člověka v Paleontologickém ústavu Přírodovědecké fakulty UK v Praze.
Soustředil se zejména na paleoantropologii v evropském teritoriu, zpočátku se zabýval především pravěkými a starověkými populacemi a popsal velkou skupinu Chalchů (větev Mongolů).

## Kosterní pozůstatky historických osobností
Od roku 1955 se prof. Vlček začal zabývat i kosterními pozůstatky našich panovníků a dalších významných historických osob. Jeho antropologicko-lékařské výzkumy prokázaly tělesné vlastnosti, genetickou příbuznost, přibližný věk v okamžiku skonu, prodělané nemoci a zdravotní stav. V některých případech Vlček i vyvrátil hypotézu o vlastníkovi pozůstatků.[zdroj?] Vděčíme mu za další pramen poznání, který leckdy na rozdíl od dobových pramenů a kronik není poplatný době vzniku a mecenáši díla.[zdroj?]
Nejzajímavější historka se vztahuje k jeho zkoumání těla Bedřicha Smetany. Při vyzdvihování Smetanova těla se prý ozvala rána, ale nikdo jí nevěnoval pozornost. Až po bližším prozkoumání Vlčkovi došlo, co to bylo za ránu. Rakev totiž byla prázdná. Nebohý Smetana totiž při vyzdvihování z rakve vypadl. Celá Vlčkova akce měla dohru. Vlček totiž neměl ke zkoumání Smetanova těla povolení. Pozůstalí tedy podali na Vlčka žalobu pro hanobení ostatků, neboť pádem těla došlo k poškození tělních tkání.[zdroj?]
Dalším jeho poznatkem, dosud historiky odmítaným, je stáří knížete Vratislava I. (údajně o 13 let mladší syn svaté Ludmily než byl jeho vlastní bratr Spytihněv I., jenž zemřel roku 921, údajně ve věku 33 let) a jeho syna svatého Václava (zavražděn 929 nebo 935) v době jejich úmrtí. Podle svého výzkumu jejich kosterních pozůstatků považoval oba za starší o 13 až 15 let, než se tradovalo.

## Vlčkem zkoumané a prokázané kosterní pozůstatky
- Svatá Ludmila
- Bořivoj I.
- Spytihněv I.
- Vratislav I.
- Svatý Václav
- Oldřich
- Jaromír
- Břetislav I.
- Jitka ze Svinibrodu
- Spytihněv II.
- Přemysl Otakar I.
- Václav I.
- Kunhuta Štaufská
- Přemysl Otakar II.
- Václav II.
- Rudolf Habsburský
- Eliška Přemyslovna
- Eliška Lucemburská
- Kunhuta Přemyslovna
- Jan Lucemburský
- Karel IV.
- Blanka z Valois
- Anna Falcká
- Anna Svídnická
- Eliška Pomořanská
- Václav IV.
- Johanna Bavorská
- Jan Zhořelecký
- Prokop Lucemburský
- Ladislav Pohrobek
- Jiří z Poděbrad
- Ferdinand I. Habsburský
- Anna Jagellonská
- Maxmilián II. Habsburský
- Rudolf II. Habsburský
- Eleonora Habsburská
- Marie Amálie Habsburská
- Jan Žižka
- svatý Vojtěch
- svatý Prokop
- Hroznata
- Zdislava z Lemberka
- Jan Nepomucký
- Karel Hynek Mácha
- Bernard Bolzano
- Bedřich Smetana
- Bohuslav Martinů
- svatý Lukáš
- svatý Ivan
- Anežka Česká
- Anežka Přemyslovna
- Albrecht z Valdštejna, vévoda z Frýdlantu

## Publikace (výběr)
- VLČEK, Emanuel: Bernard Bolzano. Podoba, tělesné vlastnosti a zdravotní stav. Památník národního písemnictví Praha 1981, 28 stran
- VLČEK, Emanuel. Bedřich Smetana : Fyzická osobnost a hluchota. Praha: Vesmír, 2001. 94 s. ISBN 80-85977-46-X.
- VLČEK, Emanuel. Bernard Bolzano : Podoba, tělesné vlastnosti a zdravotní stav. Praha: Památník národního písemnictví, 1981. 28 s.
- VLČEK, Emanuel. Český král Ladislav Pohrobek a jeho smrt. Praha: Národní muzeum, 1987. 20 s.
- VLČEK, Emanuel. Čeští králové 1 : Atlas kosterních pozůstatků českých králů přemyslovské a lucemburské dynastie s podrobným komentářem a historickými poznámkami (Fyzické osobnosti českých panovníků, II. díl). Praha: Vesmír, 1999. 558 s. ISBN 80-85977-17-6.
- VLČEK, Emanuel. Čeští králové 2 : Atlas kosterních pozůstatků Ladislava Pohrobka, Jiřího z Poděbrad a Habsburků pohřbených v Praze, s podrobným komentářem a historickými poznámkami (Fyzické osobnosti českých panovníků, III. díl). Praha: Vesmír, 2000. 301 s. ISBN 80-85977-29-X.
- VLČek, Emanuel- SPÉVÁČEK Jaroslav: Karel IV. a jeho rodina. Katalog výstavy. Národní muzeum Praha 1989
- VLČEK, Emanuel. Fyzická charakteristika osobnosti Karla IV. Praha: Univerzita Karlova, 1998.
- VLČEK, Emanuel. Jan z Pomuku : Sv. Jan Nepomucký: Jeho život, umučení a slavné působení ve světle současné historie a antropologie. Praha: Vesmír, 1993. 69 s. ISBN 80-901131-3-3.
- VLČEK, Emanuel. Jak zemřeli : Významné osobnosti českých dějin z pohledu antropologie a lékařství. Praha: Academia, 1993. 279 s. ISBN 80-200-0400-9.
- VLČEK, Emanuel. Nejstarší Přemyslovci (Fyzické osobnosti českých panovníků, I. díl). Praha: Vesmír, 1997. 398 s. ISBN 80-85977-09-5.
- VLČEK, Emanuel. Osudy českých patronů. Praha: Zvon, 1995. 302 s. Dostupné online. ISBN 80-7113-131-8.

## Články (výběr)
- VLČEK, Emanuel. Čáslavská kalva – pravděpodobný pozůstatek Jana Žižky z Trocnova – v konfrontaci s historickými prameny. In: Jihočeský sborník historický, sv. 43 (zvl. číslo), 1974, s. 50–60.
- VLČEK, Emanuel. Dožitý věk knížete Vratislava a Václava. Archeologické rozhledy 5/1989, s. 581–584.
- VLČEK, Emanuel. Fyzická osobnost blahoslavené Zdislavy. In: Zdislava z Lemberka. Česká Lípa 1990, s. 7–14.
- VLČEK, Emanuel. Fyzická osobnost sv. Prokopa. Studie k dějinám a kultuře starých Slovanů 20/1991, s. 99–104.
- VLČEK, Emanuel. K poznání tzv. Mozartovy lebky. Časopis lékařů českých 26/1992. s. 805–811.
- VLČEK, Emanuel. Král Kaše. Habsburkové pohřbení v Praze, 1. část. Vesmír 12/1993, s. 680–681, 689–690.
- VLČEK, Emanuel. Ostatky a relikvie sv. Jana Nepomuckého vypovídají. In: Svatojanský sborník. Praha: Karolinum, 1994, s. 21–26.
- VLČEK, Emanuel. Rodina Marie Terezie ve světle paleogenetiky. Numismatické listy 5–6/1994, s. 141–157.
- VLČEK, Emanuel. Čeští Habsburkové očima archeologa. Habsburkové pohřbení v Praze, 2. část. Vesmír 2/1994, s. 95–102.[3]
- VLČEK, Emanuel. Rudolf II. a jeho sestra Eleonora. Habsburkové pohřbení v Praze, 3. část: Hrobka českých králů. Vesmír 5/1994, s. 258–265.
- VLČEK, Emanuel. Poselství Jana Masaryka. Vesmír 9/1994, s. 490–493.
- VLČEK, Emanuel. Honosný hrob velmože v Sadech u Uherského Hradiště. In: Moravský historický sborník. Brno 1995, s. 167–211.
- VLČEK, Emanuel. Syfilis v Čechách. Paleopatologické doklady výskytu v druhé polovině 2. tisíciletí. Vesmír 2/1996, s. 78–87.
- VLČEK, Emanuel. Srdce Habsburků. Vesmír 11/1996, 621–624..
- VLČEK, Emanuel. Porovnání pozůstatků připisovaných sv. Vojtěchovi z Prahy a sv. Adalbertovi z Cách. In: Svatý Vojtěch. Sborník k miléniu. Praha: Zvon, 1997, s. 168–196.
- VLČEK, Emanuel. Svatý Vojtěch – druhý biskup pražský nachází svou hlavu. Vesmír 4/1997, s. 218–220.
- VLČEK, Emanuel. Pádem vzhůru. Úraz Karla IV. ohrožující jeho život. Vesmír 4/1998, s. 218–223.
- VLČEK, Emanuel. Lebka české královny Judity Durynské. In: Návrat královny Judity. Teplice 2003, s. 77–110, 110–124.
- VLČEK, Emanuel. Poslední věci Bohuslava Martinů. Vesmír 11/2004, s. 653–657.
- VLČEK, Emanuel. Ludmila, první česká kněžna, ve světle antropologických výzkumů. In: Nomine Liudmilam. Mělník 2006, s. 64–73.